# Fryderyk Edward Mylo
Fryderyk Edward Mylo (Myło) (ur. 1794 w Kwidzynie, zm. 14 marca 1863 w Warszawie) – polski lekarz psychiatra.

## Życiorys
Syn Ernesta Fryderyka Mylo herbu Czochron i Eleonory Burhardt. Uczęszczał do szkoły w Grudziądzu, w 1813 roku został podaptekarzem w szpitalu wojskowym w Gniewie. Od 1814 chirurg batalionowy w pułku piechoty wojska pruskiego. W 1825 roku osiadł w Warszawie, gdzie najpierw miał praktykę prywatną, a od 1828 pracował w szpitalu św. Jana Bożego. W 1828 mianowany zastępcą lekarza naczelnego, Maurycego Woyde, w 1839 zastąpił go na tym stanowisku. W tym samym roku otrzymał stopień doktora medycyny po przedstawieniu dysertacji De relatione mutua organismi humani vivi ad mundum externum, rerum medicarum cardine. W 1848 na własne życzenie odszedł ze szpitala, być może w związku z początkiem choroby psychicznej. Zmarł w szpitalu ewangelickim w 1863, pochowano go na cmentarzu ewangelicko-augsburskim w Warszawie.

## Prace
- De relatione mutua organismi humani vivi ad mundum externum, rerum medicarum cardine : dissertatio medico-philosophica. Varsaviae, 1839